# Ululodes sanctidomingi
Ululodes sanctidomingi är en insektsart som beskrevs av Van der Weele 1909. Ululodes sanctidomingi ingår i släktet Ululodes och familjen fjärilsländor. Inga underarter finns listade i Catalogue of Life.